# Dussehra
 (octobre 2018).
Si vous disposez d'ouvrages ou d'articles de référence ou si vous connaissez des sites web de qualité traitant du thème abordé ici, merci de compléter l'article en donnant les références utiles à sa vérifiabilité et en les liant à la section « Notes et références ».
Vijayadashami (Bengali: বিজয়াদশমী, Kannada: ವಿಜಯದಶಮಿ, Malayalam: വിജയദശമി, Marathi: विजयादशमी, Népalais: विजया दशमी, Oriya: ବିଜୟାଦଶମୀ, Tamoul: விஜயதசமி, Télougou: విజయదశమి, Konkani: दसरो, Pendjabi: ਦਸੇਰਾ) aussi appelée Dashahara, Dussehra, Dashain, Navratri ou Durgotsav, est une fête hindoue, très populaire dans le nord de l'Inde, au Népal et au Bangladesh. 
Elle est célébrée le dixième jour de Navratri.
Ce jour fête la victoire de Rāma sur le démon Rāvana. Cet épisode, relaté dans le Rāmāyana, raconte que Rāvana, roi du Lankâ, enleva Sita, l'épouse du dieu Rāma, et la séquestra sur son île. Rāma fit alors alliance avec Sugreeva, le roi du peuple des singes (les Vanaras), et son ministre Hanoumân, pour la délivrer. Au terme d'une longue bataille qui opposa l'armée du peuple des singes à celle des démons, Rāvana fut tué par Rāma.

## Célébration
Le jour de Dussehra, les dévots défilent en procession avec des effigies, souvent gigantesques, de Rāvana mais également de son frère Kumbhakarna et de son fils Meghanatha. De larges extraits du Râmâyana sont récités, voire mis en scène par des troupes de théâtre amateur. Des prières sont adressées à Rāma et des pousses d'orge sont déposées sur les autels. Le soir venu, les effigies remplies de pétards, sont embrasées.
Dans la vallée de Kulu, Dussehra est une grande fête automnale lors de laquelle des représentations des dieux locaux sont transportées dans des baldaquins multicolores,.
À Mysore, cette fête est célébrée avec beaucoup de faste : une procession, avec à sa tête le mahârâja trônant sur un éléphant caparaçonné, défile à travers la ville illuminée pour l'occasion.

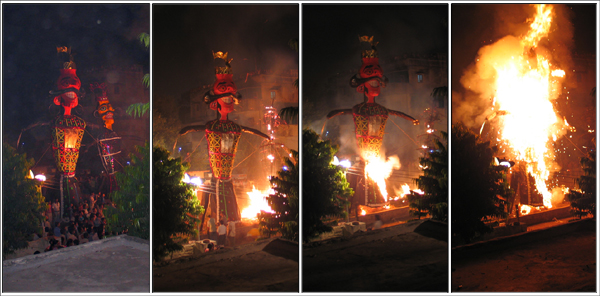
Embrasement des effigies de Rāvana lors de la fête de Dussehra à New Delhi, en octobre 2006.